# Ulan-Chol
Ulan-Chol (russisch Улан-Хол; kalmückisch Улан Хол – auf Deutsch in etwa «rotes Tal») ist ein 1923 gegründetes Dorf mit etwa 2212 Einwohnern im Laganski rajon, Kalmückien, Russland.

## Geographie
Das Dorf liegt in der kaspischen Senke, der Ortskern liegt 21 Meter unter Normalnull. Das Klima ist typisch kontinental.

## Geschichte
Die Ortschaft wurde 1923 gegründet und bestand zunächst aus sechs Häusern, mehreren Baracken und zwei Zelten. 1924 wurde die neue Siedlung Verwaltungssitz des neu eingerichteten Erketenowski Ulus. Im folgenden Jahr erhielt die Siedlung ein Spital und eine Apotheke. Im Dorf wohnten zunächst weniger als 50 Personen, mehr als die Hälfte von diesen waren in der öffentlichen Verwaltung tätig. 1930 wurde der Ulus aufgelöst und Ulan-Chol wurde in den Ulus von Lagan eingegliedert. Am 24. Januar 1938 wurde Ulan-Chol abermals Verwaltungssitz eines Ulus, der nunmehr nach dem Ort selbst benannt wurde.
Am 16. August 1941 beschlossen das Zentralkomitee der KPdSU und der Rat der Volkskommissare den Bau einer 348 km langen Bahnstrecke zwischen Kisljar und Astrachan, die westlich Ulan-Chols bei Kilometer 166 von Astrachan vorbeiführen werden würde. Aus dem Ulus von Ulan-Chol wurden dazu einige hundert Personen – zumeist Frauen, Ältere und Jugendliche – zum Arbeitsdienst zwangsverpflichtet. Am 28. Dezember 1943 wurde das mehrheitlich von Kalmücken bewohnte Dorf aufgegeben, alle Kalmücken wurden als «Verräter» in die Region Altai oder die Oblast Nowosibirsk deportiert.
Nach der Rehabilitierung der Kalmücken 1956 kehrten ehemalige Bewohner wieder nach Ulan-Chol zurück und bauten das Dorf in der Nähe des Bahnhofs wieder auf. 1966 erhielt die Ortschaft den Status einer Siedlung städtischen Typs, der 1992 wieder aberkannt wurde.

## Verkehr
Ulan-Chol liegt an der ehemaligen R263 zwischen Georgijewsk und Lagan.
Der Bahnhof Ulan-Chol liegt an der Bahnstrecke Kisljar–Astrachan. An ihm halten Fernzüge nach Moskau, Baku, Machatschkala, Grosny, Wolgograd, Tjumen und Charkow.

## Bevölkerung
Die Bevölkerung registriert sich bei Volkszählungen mehrheitlich als Kalmücken. Folgende Daten wurden veröffentlicht:
| Kalmücken                                       | 816 (77 %) | 1 200 (51,6 %) |
| Rutulen                                         | …          | 381 (16,4 %)   |
| Russen                                          | 223 (21 %) | 133 (5,7 %)    |
| Kasachen                                        | …          | 118 (5 %)      |
| Darginer                                        | …          | 114 (4,9 %)    |
| Awaren                                          | …          | 93 (4 %)       |
| Tataren                                         | …          | 63 (2,7 %)     |
| Zachuren                                        | …          | 60 (2,6 %)     |
| Tschetschenen                                   | …          | 60 (2,6 %)     |
| Für 2010 werden nur Populationen >50 angezeigt. |            |                |

## Bildung und Kultur
In Ulan-Chol sind eine Bibliothek, eine Sekundarschule, ein Kindergarten und ein dörfliches Kulturzentrum vorhanden.

## Belege
1. ↑  улан хол
2. ↑  ВПН том 4. Таблица 4. Население по национальности и владению русским языком Республики Калмыкия. Archiviert vom Original am 11. Januar 2014; abgerufen am 15. Januar 2014.  Info: Der Archivlink wurde automatisch eingesetzt und noch nicht geprüft. Bitte prüfe Original- und Archivlink gemäß Anleitung und entferne dann diesen Hinweis.
3. 1 2 3 4 5 6 7  История поселения
4. ↑  Archivierte Kopie (Memento des Originals vom 2. Februar 2014 im Internet Archive)  Info: Der Archivlink wurde automatisch eingesetzt und noch nicht geprüft. Bitte prüfe Original- und Archivlink gemäß Anleitung und entferne dann diesen Hinweis.
5. ↑  ОБ ОБРАЗОВАНИИ НОВЫХ УЛУСОВ (РАЙОНОВ) В КАЛМЫЦКОЙ АССР
6. ↑  Топографическая карта L-38-XXX. о. Морская Чапура. Abgerufen am 15. Januar 2013.
7. ↑  Демоскоп Weekly — Приложение. Справочник статистических показателей
8. ↑  ВПН том 4. Таблица 4. Население по национальности и владению русским языком Республики Калмыкия. Archiviert vom Original am 11. Januar 2014; abgerufen am 15. Januar 2014.  Info: Der Archivlink wurde automatisch eingesetzt und noch nicht geprüft. Bitte prüfe Original- und Archivlink gemäß Anleitung und entferne dann diesen Hinweis.
9. ↑  паспорт ЛРМО (Memento des Originals vom 24. Dezember 2013 im Internet Archive)  Info: Der Archivlink wurde automatisch eingesetzt und noch nicht geprüft. Bitte prüfe Original- und Archivlink gemäß Anleitung und entferne dann diesen Hinweis.